# Ласаро, Карлос
Карлос Ласаро Вальехо (исп. Carlos Lázaro Vallejo; 11 ноября 1990, Медина-дель-Кампо, Испания) — испанский футболист, полузащитник.

## Биография
В возрасте 12 лет футболист попал в команду клуба «Реал Вальядолид». Его первый сезон прошёл в резервном составе, который вылетел в Терсеру.
Первый тренер команды Хосе Луис Мендилибар дал Ласаро шанс появиться в Примере (в одном из своих последних матчах до увольнения). 17 января 2010 года Карлос Ласаро отыграл на поле все 90 минут против «Расинга». После того как он появился в шести из семи матчей, Карлос получил серьёзную травму. Из-за этого он не смог помочь своей команде избежать вылета после поражения от клуба «Барселона».
В сезоне 2010/11 года Ласаро окончательно назначили в основной состав команды «Реал Вальядолид». Но футболист не делал никаких официальных заявлений по этому поводу, особенно по поводу случаев гипервентиляции и травмы лодыжки.
В апреле 2012 года его отдали в аренду в «Уэску».
В 2013 году перешёл в «Алавес».
В 2018 году после ухода из «Льейды» завершил карьеру